# San Xoán de Río
San Xoán de Río és un municipi de la província d'Ourense a Galícia. Pertany a la comarca d'A Terra de Trives.
| 3.630 | 3.343 | 3.332 | 2.755 | 864 |
| Fonts: INE i IGE (Els criteris de registre censal variaren i les dades de l'INE i de l'IGE poden no coincidir.) |       |       |       |     |

## Parròquies
- As Cabanas (San Paio)
- Castrelo (Santa María)
- Cerdeira (Santa María Madanela)
- Medos (Santa Mariña)
- San Silvestre de Argas (San Silvestre)
- San Xoán de Río (San Xoán)
- San Xurxo (Santa María da O)
- Seoane de Argas (San Xoán)
- Vilardá (Santa María)